# Лёгкая атлетика на летних Олимпийских играх 2020 — эстафета 4×100 метров (мужчины)
Соревнования бегунов в эстафете на 4×100 метров среди мужчин на летних Олимпийских играх 2020 года прошли 5 и 6 августа 2021 года на Японском национальном стадионе. В соревнованиях приняли участие 16 эстафетных команд, каждая из которых насчитывала 5 членов, из которых в каждом раунде выбирают 4.

## Медалисты
| Золото                                                                    | Серебро                                                              | Бронза                                                 |
| Италия · Лоренцо Патта · Марсель Джейкобс · Эсеоса Десалу · Филиппо Торту | Канада · Аарон Браун · Джером Блейк · Брендон Родни · Андре Де Грасс | Китай · Тан Синцян · Се Чжэнье · Су Бинтянь · У Чжицян |

## История
Соревнование в эстафете на 4×100 метров среди мужчин на Олимпийских играх 2020 года будет проводиться в 25-й раз. Впервые было проведено в 1912 году.

## Квалификация
Национальные олимпийские комитеты (НОК) могут квалифицировать одну эстафетную команду одним из следующих трех способов:
- Лучшие 8 команд НОК квалифицировались на эстафетный турнир через чемпионат мира по легкой атлетике 2019 года.
- Дополнительно 4 команды НОК квалифицировались на эстафетный турнир через Чемпионат мира по легкоатлетическим эстафетам 2021.
- Остальные 4 команды НОК, которые не попали через чемпионат мира 2019 года и на чемпионат мировых легкоатлетических эстафет 2021 года, квалифицировались как лучшие сборные из мирового рейтинга по состоянию на 29 июня 2021 года.

Всего в эстафетную команду могут быть введены пять спортсменов. Если НОК также ввел отдельных спортсменов в соответствующее индивидуальное соревнование (100 м), включенные индивидуальные спортсмены должны быть включены в общее количество пяти (5) спортсменов, включенных в эстафету. В дополнение к пяти, НОК могут номинировать максимум одного альтернативного спортсмена для каждой команды.
Квалификационный период первоначально был установлен с 1 мая 2019 года по 29 июня 2020 года. Из -за пандемии коронавирусной инфекции в период с 6 апреля 2020 года по 30 ноября 2020 года соревнования был приостановлены и дата окончания продлена до 29 июня 2021 года. Квалификационные нормативы времени могут быть получены в различных соревнованиях в течение данного периода, и которые имеют одобрение ИААФ. Как на открытом воздухе, так и в помещении, а также результаты последний региональных чемпионатов могут быть засчитаны в рейтинге, даже если он проведен не во время квалификационного периода.

## Рекорды
Мировой и олимпийский рекорды до начала летних Олимпийских игр 2020 года:
| Мировой рекорд     | Неста Картер, Майкл Фрэйтер, Йохан Блейк, Усэйн Болт (JAM) | 36,84 | Лондон | 11 августа 2012 |
| Олимпийский рекорд | Неста Картер, Майкл Фрэйтер, Йохан Блейк, Усэйн Болт (JAM) | 36,84 | Лондон | 11 августа 2012 |

## Формат и календарь турнира
В соревнованиях продолжили использовать двухраундовый формат, введенный в 2012 году.
Время Олимпийских объектов местное (Япония, UTC+9)
| Дата                    | Время | Раунд      |
| ----------------------- | ----- | ---------- |
| Четверг, 5 августа 2021 | 11:30 | Отборочный |
| Пятница, 6 августа 2021 | 22:50 | Финал      |

## Результаты

### Отборочные забеги
Квалификационные правила: первые 3 в каждом забеге (Q) и дополнительно 2 с лучшими показанными результатами из всех забегов (q) проходят в Финальный раунд.

#### Отборочный забег 1
| Место | Дорожка | НОК               | Спортсмены                                                               | Реакция на старте | Время | Примечание |
| ----- | ------- | ----------------- | ------------------------------------------------------------------------ | ----------------- | ----- | ---------- |
| 1     | 5       | Ямайка            | Джевон Минзи, Джулиан Форте, Йохан Блейк, Обликву Севилья                | 0.146             | 37.82 | Q, WL      |
| 2     | 3       | Великобритания    | Чиджинду Уджа, Зарнел Хьюз, Ричард Килти, Нетанил Митчелл-Блэйк          | 0.152             | 38.02 | Q, SB      |
| 3     | 4       | Япония            | Сюхэй Тада, Рёта Ямагата, Ёсихидэ Кирю, Юки Койке                        | 0.147             | 38.16 | Q, SB      |
| 4     | 9       | Франция           | Мухамаду Фолл, Джимми Вико, Меба-Микаэль Зезе, Райан Зезе                | 0 .156            | 38.18 | SB         |
| 5     | 2       | Бразилия          | Родриго до Насименто, Фелипе Барди, Дерик Силва, Пауло Андре де Оливейра | 0.140             | 38.34 | SB         |
| 6     | 8       | Тринидад и Тобаго | Кион Бенджамин, Эрик Харрисон, Аканни Хислоп, Ричард Томпсон             | 0.150             | 38.63 | SB         |
|       | 6       | Нидерланды        | Йорис ван Гул, Таймир Бернет, Крис Гария, Чуранди Мартина                | 0.146             |       | DNF        |
|       | 7       | ЮАР               | Кларенс Мунияй, Шон Масванганьи, Чедерик ван Вик, Акани Симбине          | 0.150             |       | DNF        |

#### Отборочный забег 2
| Место | Дорожка | НОК      | Спортсмены                                                            | Реакция на старте | Время          | Примечание |
| ----- | ------- | -------- | --------------------------------------------------------------------- | ----------------- | -------------- | ---------- |
| 1     | 4       | Китай    | Тан Синцян, Се Чжэнье, Су Бинтянь, У Чжицян                           | 0.152             | 37.92 (37.916) | Q, SB      |
| 2     | 9       | Канада   | Аарон Браун, Джером Блейк, Брендон Родни, Андре Де Грасс              | 0.177             | 37.92 (37.918) | Q, SB      |
| 3     | 5       | Италия   | Лоренцо Патта, Марсель Якобс, Эсеоса Десалу, Филиппо Торту            | 0.170             | 37.95          | Q, NR      |
| 4     | 6       | Германия | Юлиан Ройс, Джошуа Хартманн, Дениз Алмас, Лукас Ансах-Пепра           | 0.134             | 38.06          | q, SB      |
| 5     | 8       | Гана     | Шон Сафо-Антви, Бенджамин Азамати-Кваку, Эммануэль Йебоа, Джозеф Амоа | 0.137             | 38.08          | q, NR      |
| 6     | 3       | США      | Трэйвон Бромелл, Фред Керли, Ронни Бейкер, Крэйвон Гиллеспи           | 0.148             | 38.10          | SB         |
| 7     | 7       | Дания    | Симон Хансен, Тазана Каманга-Дирбак, Коджо Муса, Фредерик Шу-Нильсен  | 0.143             | 38.16          | NR         |
|       | 2       | Турция   | Эртан Озкан, Жак Харви, Кайхан Озер, Рамиль Гулиев                    | 0.146             |                | DSQ        |

### Финал
| Место   | Дорожка | НОК            | Спортсмены                                                            | Реакция на старте | Время | Примечание |
| ------- | ------- | -------------- | --------------------------------------------------------------------- | ----------------- | ----- | ---------- |
| 1       | 8       | Италия         | Лоренцо Патта, Марсель Якобс, Эсеоса Десалу, Филиппо Торту            | 0.154             | 37.50 | WL, NR     |
| 2       | 4       | Канада         | Аарон Браун, Джером Блейк, Брендон Родни, Андре Де Грасс              | 0.148             | 37.70 | SB         |
| 3       | 7       | Китай          | Тан Синцян, Се Чжэнье, Су Бинтянь, У Чжицян                           | 0.153             | 37.79 | =NR        |
| 4       | 5       | Ямайка         | Джевон Минзи, Джулиан Форте, Йохан Блейк, Обликву Севилья             | 0.158             | 37.84 |            |
| 5       | 3       | Германия       | Юлиан Ройс, Джошуа Хартманн, Дениз Алмас, Лукас Ансах-Пепра           | 0.136             | 38.12 |            |
|         | 9       | Япония         | Шухей Тада, Рёта Ямагата, Ёсихидэ Кирю, Юки Койке                     | 0.139             |       | DNF        |
|         | 2       | Гана           | Шон Сафо-Антви, Бенджамин Азамати-Кваку, Эммануэль Йебоа, Джозеф Амоа | 0.160             |       | DSQ        |
| DSQ (2) | 6       | Великобритания | Чиджинду Уджа, Жарнел Хьюз, Ричард Килти, Нетанил Митчелл-Блэйк       | 0.141             | 37.51 | SB         |

Во время Олимпийских игр у британского спортсмена Чиджинду Уджа анализ показал положительный результат и он был временно отстранен от турниров. Международное агентство тестирования (ITA) 14 сентября подтвердило наличие в допинг-пробе Б британского легкоатлета Чиджинду Уджа запрещённых веществ, в частности остарина и S-23 (препарат). Результаты финала пока официально не изменены.